# Monasterio de Nuestra Señora del Olivar

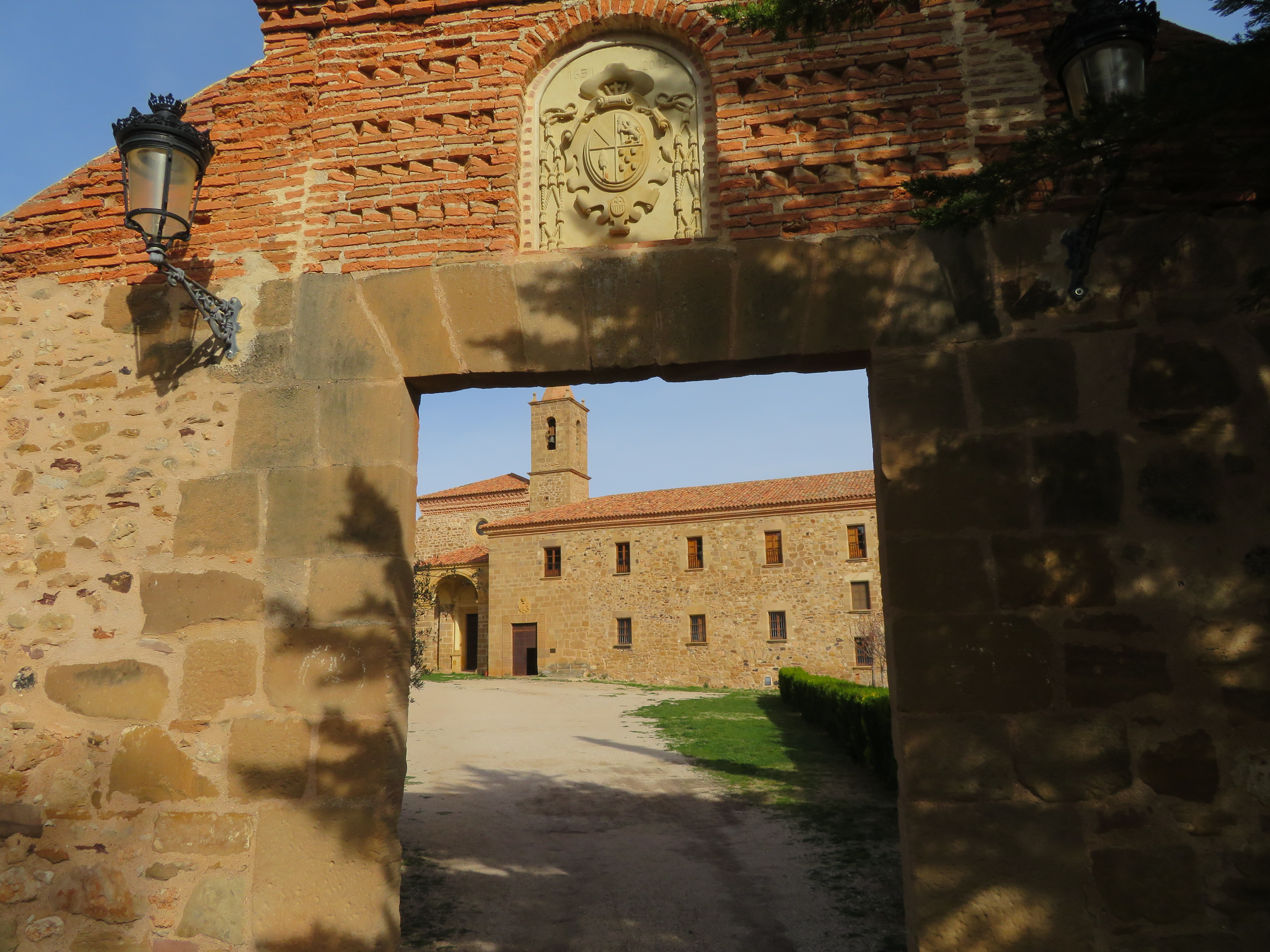
Monasterio de Nuestra Señora del Olivar. Monasterio de Santa María de El Olivar (Estercuel, Teruel).

El monasterio de Nuestra Señora del Olivar o monasterio de Santa María de El Olivar se encuentra situado en el término del municipio turolense de Estercuel en España.

## Descripción

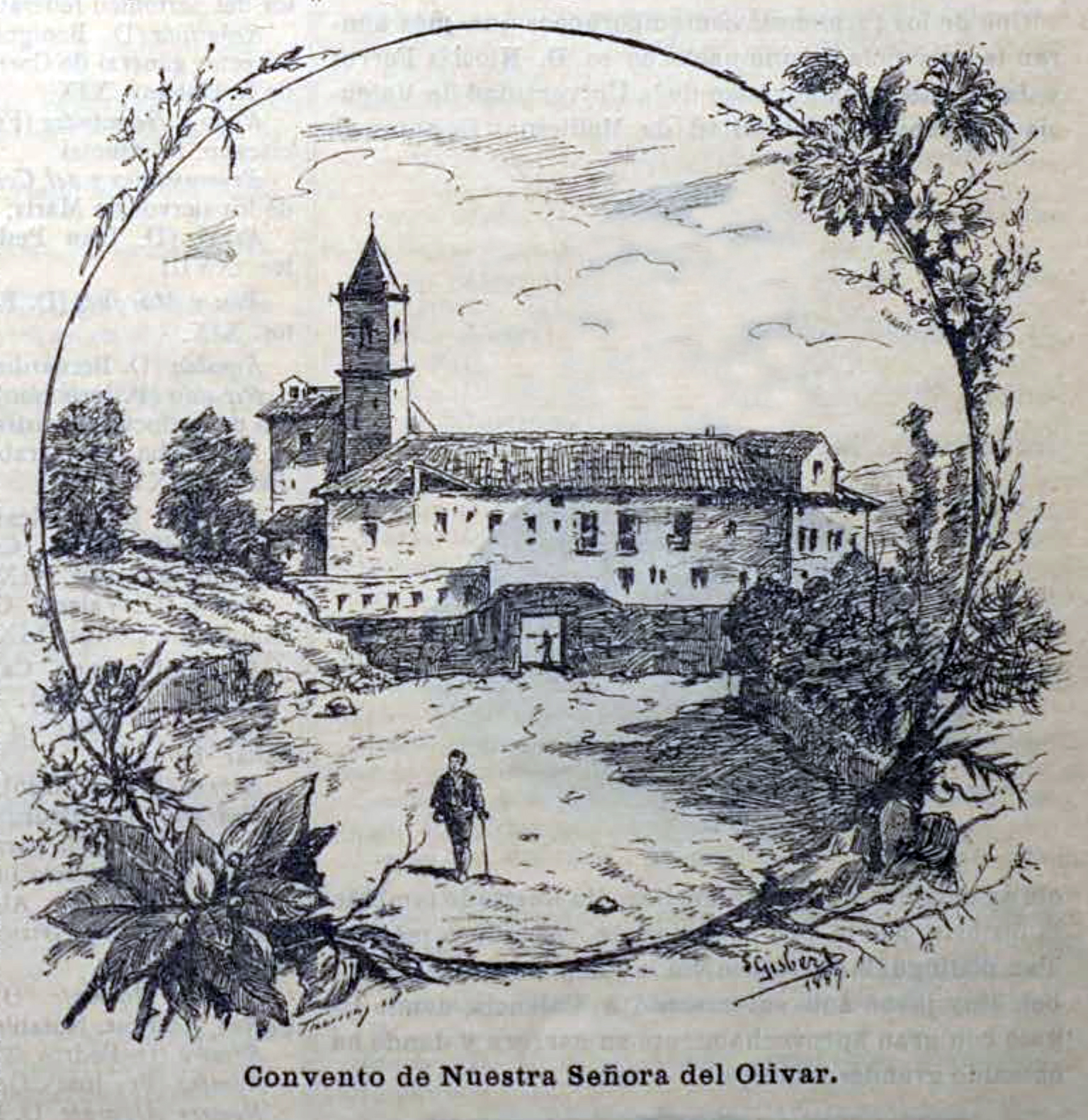
Vista del inmueble en un dibujo de Salvador Gisbert (Miscelánea Turolense, 1901)

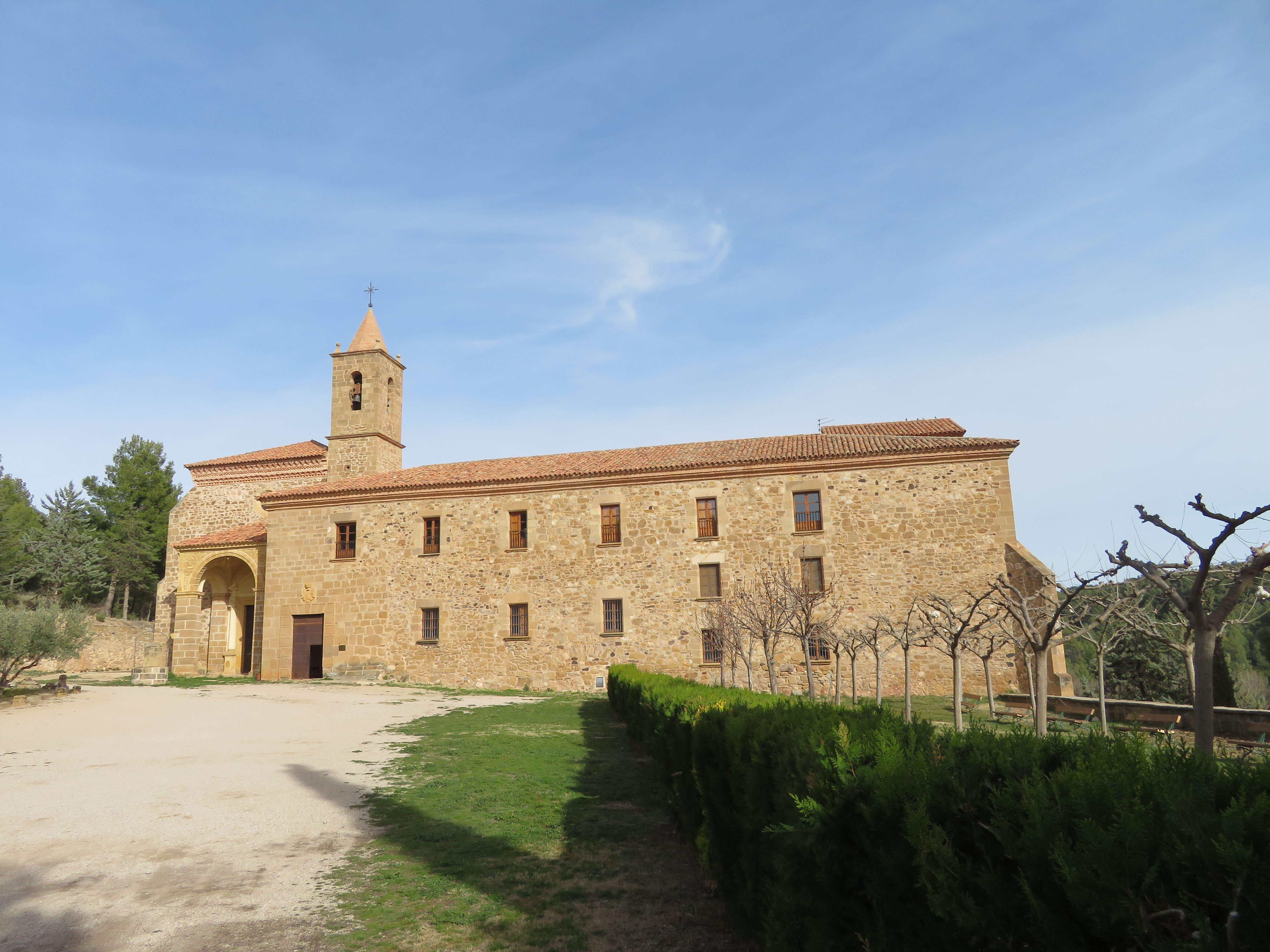
Monasterio de Santa María de El Olivar (Estercuel, Teruel).

Se trata de un monasterio de la Orden de la Merced del que se tiene constancia desde el siglo XIII,, si bien la construcción que podemos contemplar hoy en día corresponde a las reformas efectuadas en los siglos XVI y XVII.

## Referencias

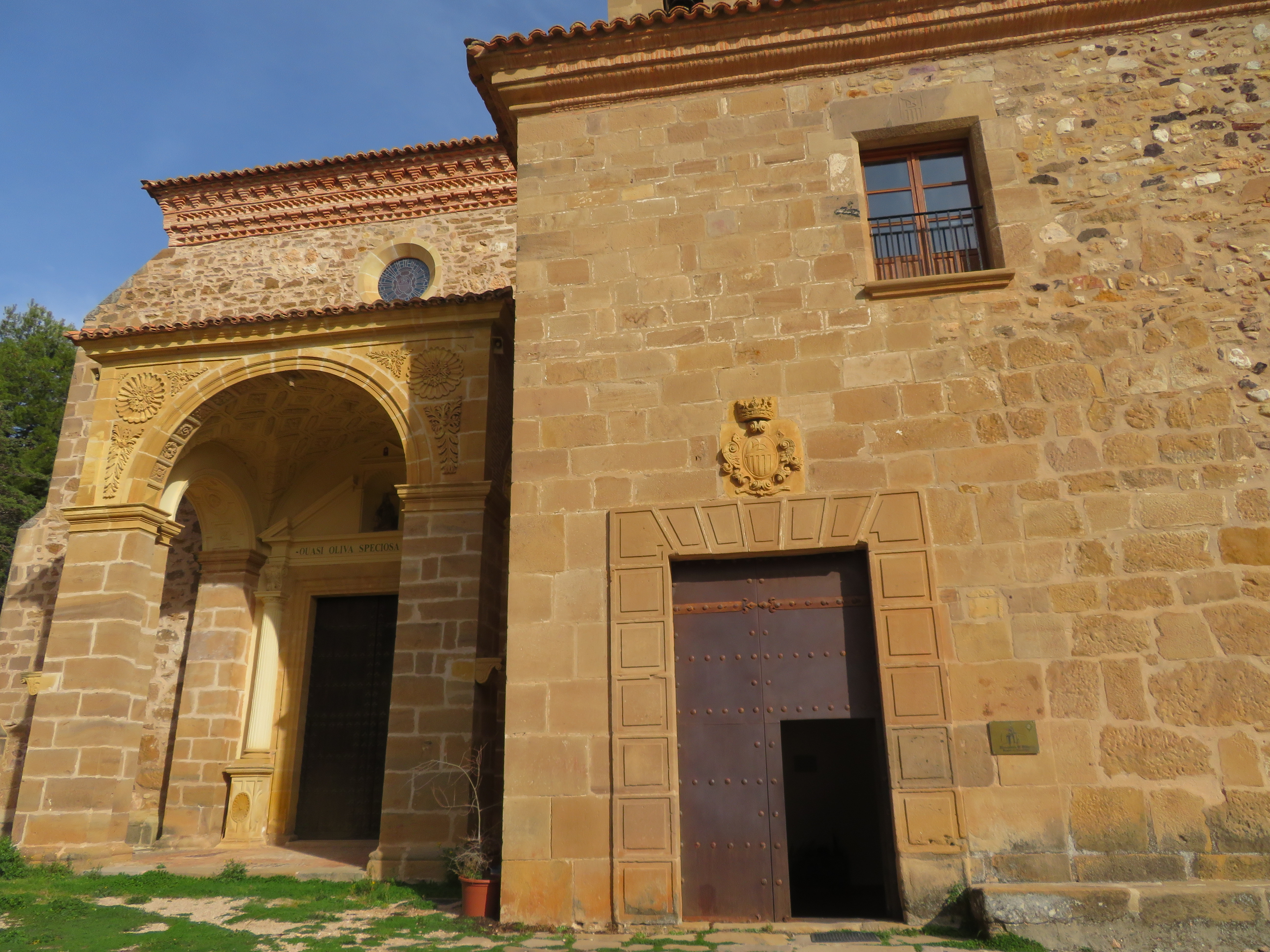
Monasterio de Santa María de El Olivar (Estercuel, Teruel).